# Pseudanthias nobilis
Pseudanthias nobilis là một loài cá biển thuộc chi Pseudanthias trong họ Cá mú. Loài này được mô tả lần đầu tiên vào năm 1910.

## Phân bố và môi trường sống
P. nobilis có phạm vi phân bố ở Tây Bắc Thái Bình Dương. Loài cá này đã được tìm thấy ở ngoài khơi Nhật Bản.